# Trạm Tấu (thị trấn)
Trạm Tấu là thị trấn huyện lỵ của huyện Trạm Tấu, tỉnh Yên Bái, Việt Nam.

## Địa lý
Thị trấn Trạm Tấu có vị trí địa lý:
- Các phía bắc, đông và nam giáp xã Hát Lừu
- Phía tây giáp xã Bản Công.

Thị trấn Trạm Tấu có diện tích 3,58 km², dân số năm 2019 là 2.926 người, mật độ dân số đạt 817 người/km².
Thị trấn là điểm cuối của tuyến tỉnh lộ Trạm Tấu - Nghĩa Lộ và cách thị xã Nghĩa Lộ 18 km.

## Hành chính
Thị trấn Trạm Tấu được chia thành 3 tổ dân phố: 1, 2, 3.

## Lịch sử
Trước đây, địa bàn thị trấn Trạm Tấu là một phần của xã Hát Lừu thuộc huyện Trạm Tấu.
Ngày 9 tháng 5 năm 1998, Chính phủ ban hành Nghị định 27/1998/NĐ-CP về việc thành lập thị trấn Trạm Tấu trên cơ sở điều chỉnh 372,5 ha diện tích tự nhiên và 2.863 nhân khẩu của xã Hát Lừu.